# Mehdi Bāzargān

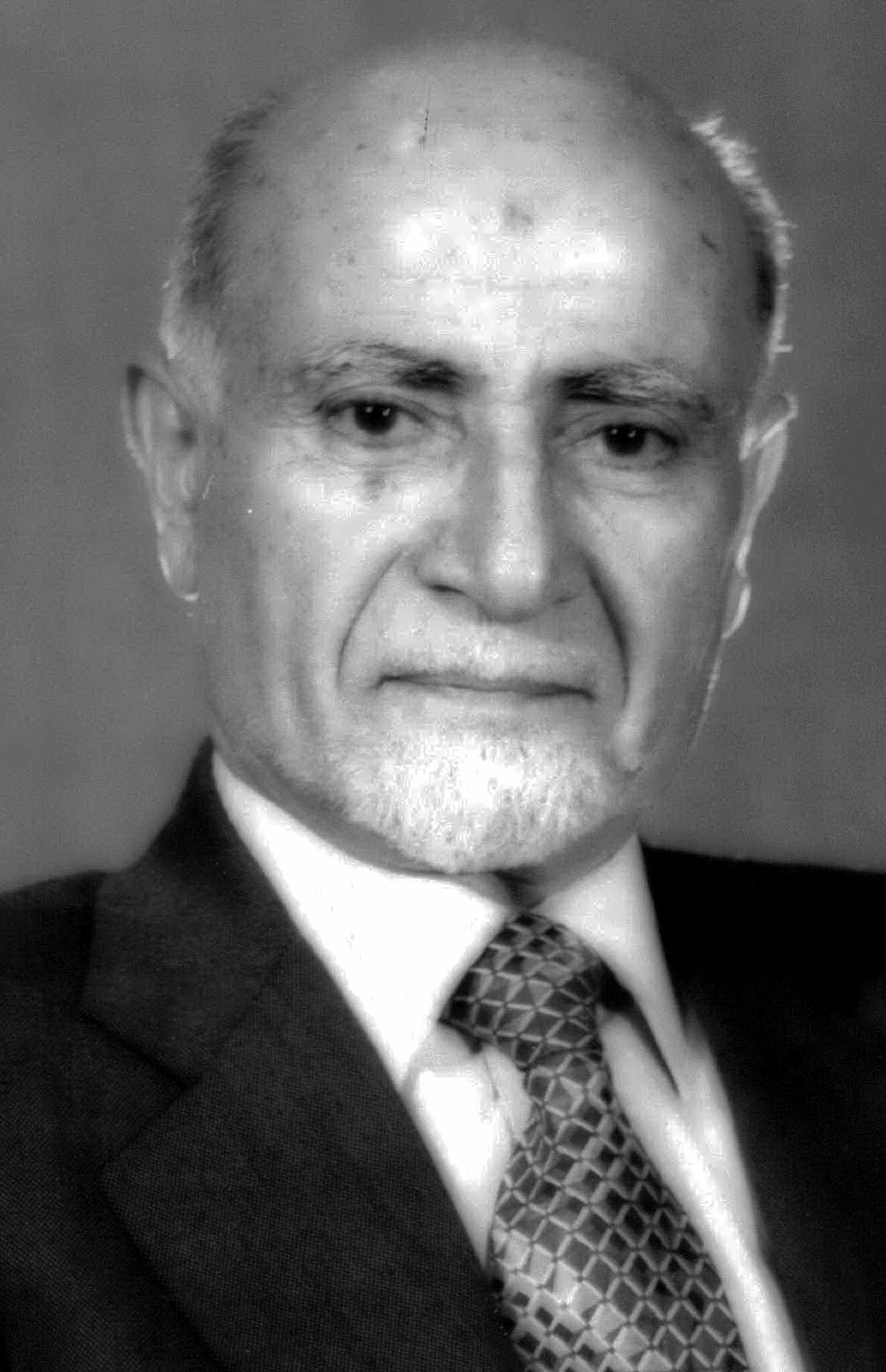
Mehdi Bāzargān

Mehdi Bāzargān, 1979

Mehdi Bāzargān (persisch مهدی بازرگان, DMG Mehdī-ye Bāzargān [meɦˈdiː bɔːzærˈgɔːn], auch Mehdi Basergan transkribiert; * September 1907 in Teheran, Persien; † 20. Januar 1995 in Zürich, Schweiz) war ein iranischer Politiker und liberaler islamischer Denker. Von April bis November 1979 war er Premierminister des Landes und somit der erste nach der Islamischen Revolution. Im November 1979 trat er aus Protest gegen die Geiselnahme in der US-Botschaft zurück.

## Leben
Bāzargān wurde 1907 in eine kaufmännische Familie geboren. Nach der Schulausbildung in Persien bzw. Iran begann er im Rahmen eines staatlichen Stipendienprogramms in Frankreich an der prestigeträchtigen École Centrale des Arts et Manufactures ein Studium der Ingenieurwissenschaften. Während des Zweiten Weltkriegs trat er freiwillig in die französische Armee ein und kämpfte gegen das nationalsozialistische Deutschland. 
Zurück im Iran erhielt er eine Professur an der Universität Teheran. In den frühen 1950er-Jahren diente er als stellvertretender Premierminister während der Amtszeit von Premierminister Mohammad Mossadegh. 
Bāzargān nahm unter anderem mit Ajatollah Mahmud Taleghani in den frühen 1960er-Jahren an Protesten gegen die Reformpolitik des Schahs (siehe Weiße Revolution) teil. 1961 gründete er zusammen mit Taleghani und anderen die Iranische Freiheitsbewegung. Bāzargān war außerdem Mitbegründer der Nationalen Front sowie der Iranischen Gesellschaft Menschenrechte im Jahre 1977. Aufgrund dieser Aktivitäten wurde er in den 1960er- und 1970er-Jahren mehrmals für kurze Zeit inhaftiert.
Als Schah Mohammad Reza Pahlavi 1979 den Iran verließ, ernannte Ajatollah Chomeini Bāzargān am 5. Februar 1979 zum Premierminister einer Übergangsregierung. Der regierende Premierminister Schapur Bachtiar wurde durch Milizen aus dem Amt gedrängt und Bāzargān übernahm für wenige Monate die Amtsgeschäfte. Er legte am 5. November 1979 aufgrund der Geiselnahme von Teheran sein Amt nieder, da seiner Ansicht nach radikale Organisationen seine Regierung untergruben.

Sein Urteil dazu fällt auch für sich selber vernichtend aus: 

„Nach der Revolution passierte etwas völlig Unvorhergesehenes – der Klerus hat uns völlig verdrängt und die Kontrolle über das Land übernommen. Seine Herrschaft begann genau in dem Augenblick, als die Mullahs eigentlich durch Laien ersetzt werden sollten. Zu diesem Zeitpunkt haben alle Parteien islamischer Ausrichtung ebenso geschlafen wie die Linke, die für die Massen nie wirklich attraktiv wurde und am Rand der Realität blieb. Wir Zivilisten haben die Machtübernahme des Klerus durch unsere Inaktivität ermöglicht.“

 Bāzargān war noch einige Jahre Mitglied des iranischen Parlaments. 1985 lehnte der Wächterrat seine Kandidatur zu den Präsidentschaftswahlen ab. Bis zu seinem Tod blieb er ein Gegner der Rolle der schiitischen Rechtsgelehrten in Politik, Gesellschaft und Wirtschaft des Iran und sah sich deshalb Anfeindungen aus dessen Reihen ausgesetzt.